# Roringen
Roringen is een dorp in de Duitse gemeente Göttingen in de deelstaat Nedersaksen. Het dorp werd in 1973 bij de stad Göttingen gevoegd.
Roringen wordt voor het eerst genoemd in een oorkonde uit 1162. De dorpskerk wordt vermeld in 1254. De toren stamt nog uit die tijd, het schip is gebouwd halverwege de achttiende eeuw.
- Gemeinsame Normdatei: 7677672-4
- Virtual International Authority File: 243232260